# Rekkit Rabbit
Rekkit Rabbit (originele titel: Rekkit) is een Franse animatieserie geproduceerd door Marathon en bedacht door Vincent Chalvon-Demersay en David Michel, (die ook de series van onder andere Totally Spies, Team Galaxy en Monster Buster Club hebben gecreëerd). De animatieserie ging in Frankrijk van start op 16 maart 2011. In Nederland was de serie in 2012 te zien op Disney XD en telt 104 afleveringen.

## Verhaal
De serie gaat over een jongen genaamd Jay die samen met zijn ouders in een groot apart huis wonen. Op een dag in de eerste aflevering van de serie had Jay stiekem een magische goochelhoed online besteld met aanwijzingen hoe hij een echte tovenaar kan worden. In de tuin oefende Jay wat tovertrucjes maar iedere spreuk mislukte steeds. Maar toen zag Jay op zijn goochelstok een toverspreuk, die hij hardop voorleest en plotseling kwam het konijn Rekkit tevoorschijn en Jay en Rekkit werden elkaars beste vrienden.
Verder in de serie heeft Jay ook nog andere vrienden met wie hij bevriend is zoals:SK,Wally & Bean.

## Personages
- Rekkit is een antropomorf reuzen konijn met een witte vacht, gele staart, heeft aan beide armen een armband, en op zijn wang een tatoeage in de vorm van een ster. Ook heeft hij een heleboel toverspreuken die hij goed kan uitvoeren maar soms lopen zijn spreuken verkeerd af. Rekkit komt uit een parallelle wereld met de naam Chacabrak waar hij voor moest werken als goochelkonijn van een gemene mysterieuze goochelaar genaamd Yoshini, later is hij aan hem ontsnapt en belandde in de echte wereld waar hij Jay voor het eerst ontmoet.

- Jay Shmufton is een 12-jarige jongen die met Rekkit bevriend is geworden. Bij iedere aflevering krijgt Jay weleens hulp van Rekkit. Als Jay steeds verliest bij een wedstrijd krijgt hij van Rekkit een speciale kracht waarmee hij kan winnen of als Jay in de problemen zit komt Rekkit in actie, hij is ook degene die Rekkit heeft bevrijd van de mysterieuze tovenaar Yoshini.

- Henrietta Shmufton is de moeder van Jay.

- Lorne Shmufton is de stiefvader van Jay, hij draagt een donkergroene jas, lichtgroene broek en hij heeft zijn kapsel in de stijl van de jaren 80. ook heeft zijn vader niet dezelfde huidskleur als Jay en Jay's moeder. Hij ontwerpt ook samen met Henrietta jingles in reclamespotjes.

- Wally is een vriend van Jay, hij draagt een beugel is vriendelijk en een beetje nieuwsgierig.

- Bean is ook een van Jay's vrienden. Hij heeft een obsessie voor kaas, spreekt weinig, en is op zich niet nieuwsgierig.

- Evita en Marisa zijn twee verwende meisjes die sprekend op elkaar lijken, eigenlijk zijn het tweelingzusjes die naast Jay wonen. zij zijn de buurmeisjes van Jay, Ze bespioneren Jay en Rekkit, omdat Rekkit alleen met Jay omgaat, zij doen er alles voor om de aandacht van Rekkit te krijgen.

- Sarah Kingsbury (ook wel kortweg als: SK) is het vriendinnetje van Jay. Ze heeft blond haar, ze is intelligent, vriendelijk en is goed in sport, Ze zit samen met Jay in dezelfde klas op school, zij is ook een beetje verliefd op jay want alles wat Jay haar imponeert maakt haar ook veel gelukkiger, Zij is ook een vrij goede teamgenoot op het volleybal team.

## Nederlandse stemmen
- Rekkit - Ewout Eggink
- Jay - Maikel Nieuwenhuis
- Henrietta - Niki Romijn
- Lorne - Urvin Monte
- Evita en Marisa - Cynthia de Graaff
- SK - Anneke Beukman